# Hilde Maroff
Hilde Maroff, född 5 juni 1904 i Berlin, död där den 15 september 1984, var en tysk skådespelerska.

## Filmografi (urval)
- 1938 - Hon kommer inte till middagen
- 1938 - Sånger från fängelset
- 1937 - Sången från fängelset
- 1927 – Förseglade läppar
- 1927 - Der Soldat der Marie
- 1925 - Der Bastard